# Ovatus crataegarius
Ovatus crataegarius är en insektsart som först beskrevs av Walker 1850.  Ovatus crataegarius ingår i släktet Ovatus och familjen långrörsbladlöss. Enligt den finländska rödlistan är arten akut hotad i Finland. Arten är reproducerande i Sverige. Artens livsmiljö är parker, gårdsplaner och trädgårdar. Inga underarter finns listade i Catalogue of Life.